# Evania postfurcalis
Evania postfurcalis är en stekelart som beskrevs av Embrik Strand 1912. Evania postfurcalis ingår i släktet Evania och familjen hungersteklar. Inga underarter finns listade i Catalogue of Life.